# João de Ruão
João de Ruão (em Francês Jean de Rouen) (Ruão, 1500 – Portugal, 1580) foi um escultor e arquiteto de origem francesa ativo em Portugal entre aproximadamente 1528 e 1580.
João de Ruão foi "um artista de elite, um intelectual", ocupando um lugar-chave na introdução e consolidação dos valores renascentistas em Portugal. Famoso no seu tempo, foi autor de uma obra notável e vasta, dispersa pelo centro e norte de Portugal, com epicentro na cidade de Coimbra, onde esteve sediada a sua oficina.

## Biografia/Obra

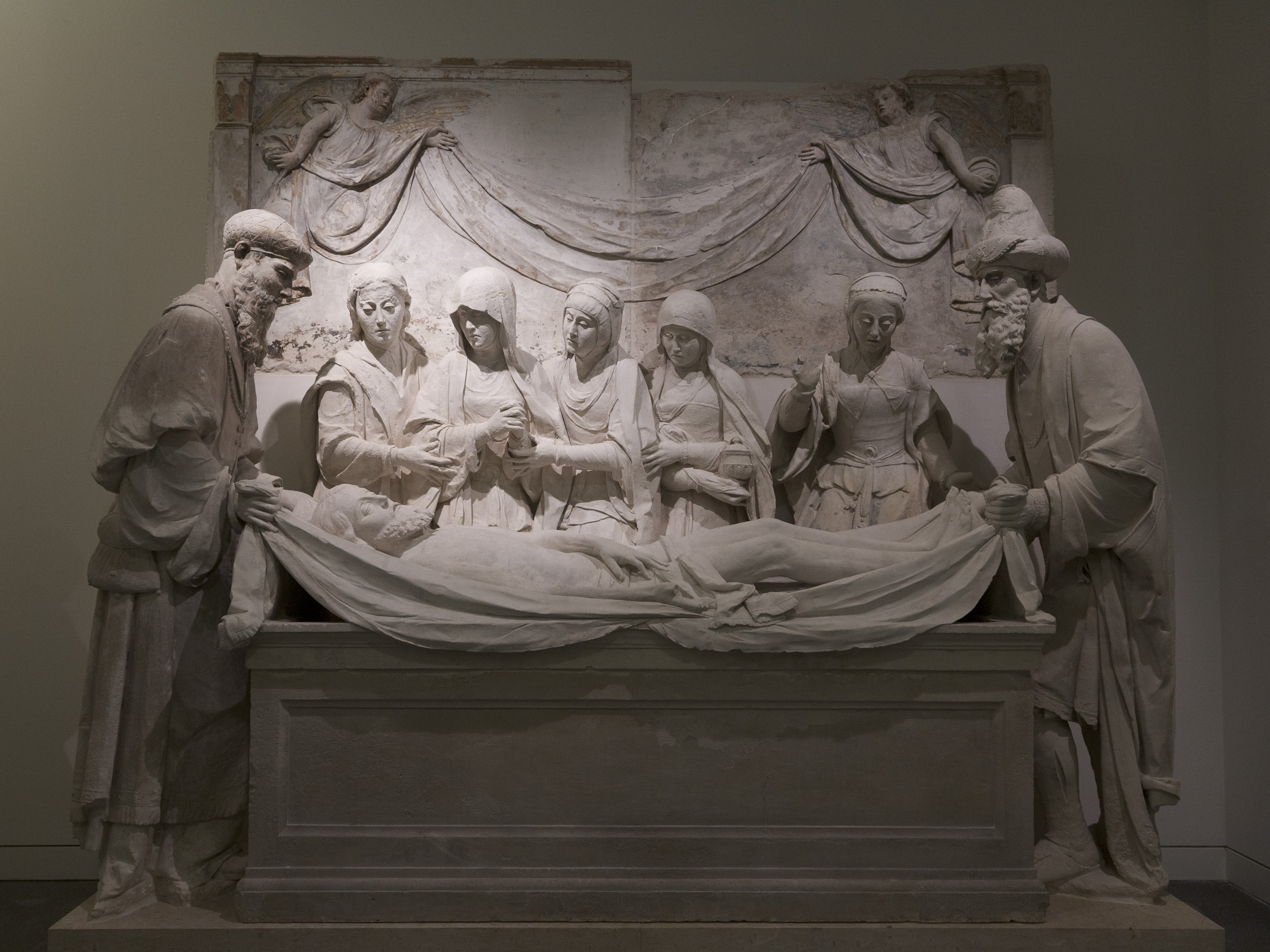
Deposição de Cristo no túmulo, 1535-1540, Museu Nacional de Machado de Castro

Era filho de um escultor e empreiteiro com o mesmo nome (Jean); aprendeu o ofício com o pai, modernizando-se depois em contacto com o italiano António Giusto no Castelo de Gaillon (Château de Gaillon). A data precisa e as razões da sua vinda para Portugal são desconhecidas, mas a sua presença está documentada a partir de 1528, quando realizava o arco triunfal da Igreja Matriz de Atalaia, perto de Tomar.
No início da década de 1530 (até 1580) estabeleceu a sua oficina junto à Casa de Sub-Ripas, em Coimbra, por onde haveriam de passar inúmeros auxiliares (entre os quais António Fernandes, António Cordeiro, António Gomes ou Tomé Velho). Entrou pouco depois para uma das mais importantes "famílias artísticas" portuguesas do século de Século XVI ao casar com Isabel Pires (filha de Pêro Anes, mestre de carpintaria das obras reais, irmã de Marcos Pires, mestre de obras do Mosteiro de Santa Cruz, e cunhada de Cristóvão de Figueiredo). Entre os seus filhos, assinalem-se Simão de Ruão (mestre de fortificações, autor do Forte de São João Baptista da Foz, Porto) e Jerónimo de Ruão (a quem coube terminar o Mosteiro dos Jerónimos).
Nicolau Chanterene foi o primeiro a abrir vias para a adoção, em Portugal, do espírito do renascimento italiano e das suas fórmulas, mas foi à fixação de João de Ruão em Coimbra e ao magistério exercido na sua oficina que ficou a dever-se a escola renascentista coimbrã. A sua obra é habitualmente dividida em duas fases distintas: na primeira predomina a expressão clássica, requintada, de grande perfeição e harmonia, em que as figuras dos santos patenteiam uma grácil humanidade (decénios de 1530 e parte do de 1540); a segunda caracteriza-se por uma maior austeridade, prolongando-se por cerca de quatro décadas (até ao encerramento da oficina), e corresponde a uma produção mais heterogénea em que realizações de grande qualidade têm a mesma data de obras menores – o ritmo acelerado de produção da oficina nesse período indica que a execução de muitas peças não deverá ser imputável à intervenção direta de João de Ruão. A sua obra culminou, em 1566, na Capela do Santíssimo Sacramento, Sé Velha de Coimbra, sendo os historiadores quase unânimes em considerar que, embora mantendo a oficina, se retirou a partir dessa data (segundo Pedro Dias poderá, no entanto, ter projetado ainda a Capela dos Reis Magos para o Mosteiro de São Marcos de Coimbra e modelado o essencial da escultura que incorpora).
"João de Ruão foi o mais operoso dos escultores conimbricenses e, seguramente, o que maior e mais impressiva marca deixou na disciplina que praticou, durante quase cinquenta anos". Criou uma oficina e um estilo, mas soube também evoluir, acompanhando o que se fazia em grandes centros artísticos europeus. A rede de contactos a que teve acesso permitiram-lhe acompanhar os avanços da cultura humanista e da estética do seu tempo.
A sua escultura é de uma grande riqueza. "Figuras serenas e majestosas, de brandos movimentos, arredadas de qualquer exteriorização de sentimentos, coexistem na sua obra, ao lado de personagens dramáticas, cheias de força interior e movimento". Mas João de Ruão não foi apenas escultor. "Dotado de grande talento para a arquitetura", realizou em Coimbra obras notáveis como a Porta Especiosa da Sé Velha, o Claustro da Manga (Mosteiro de Santa Cruz), ou a Capela do Tesoureiro (para a Igreja de São Domingos de Coimbra; hoje no Museu Nacional de Machado de Castro).
Uma valiosa coleção representativa da sua obra encontra-se em exposição permanente nos novos espaços do Museu Nacional de Machado de Castro, Coimbra.

## Algumas obras

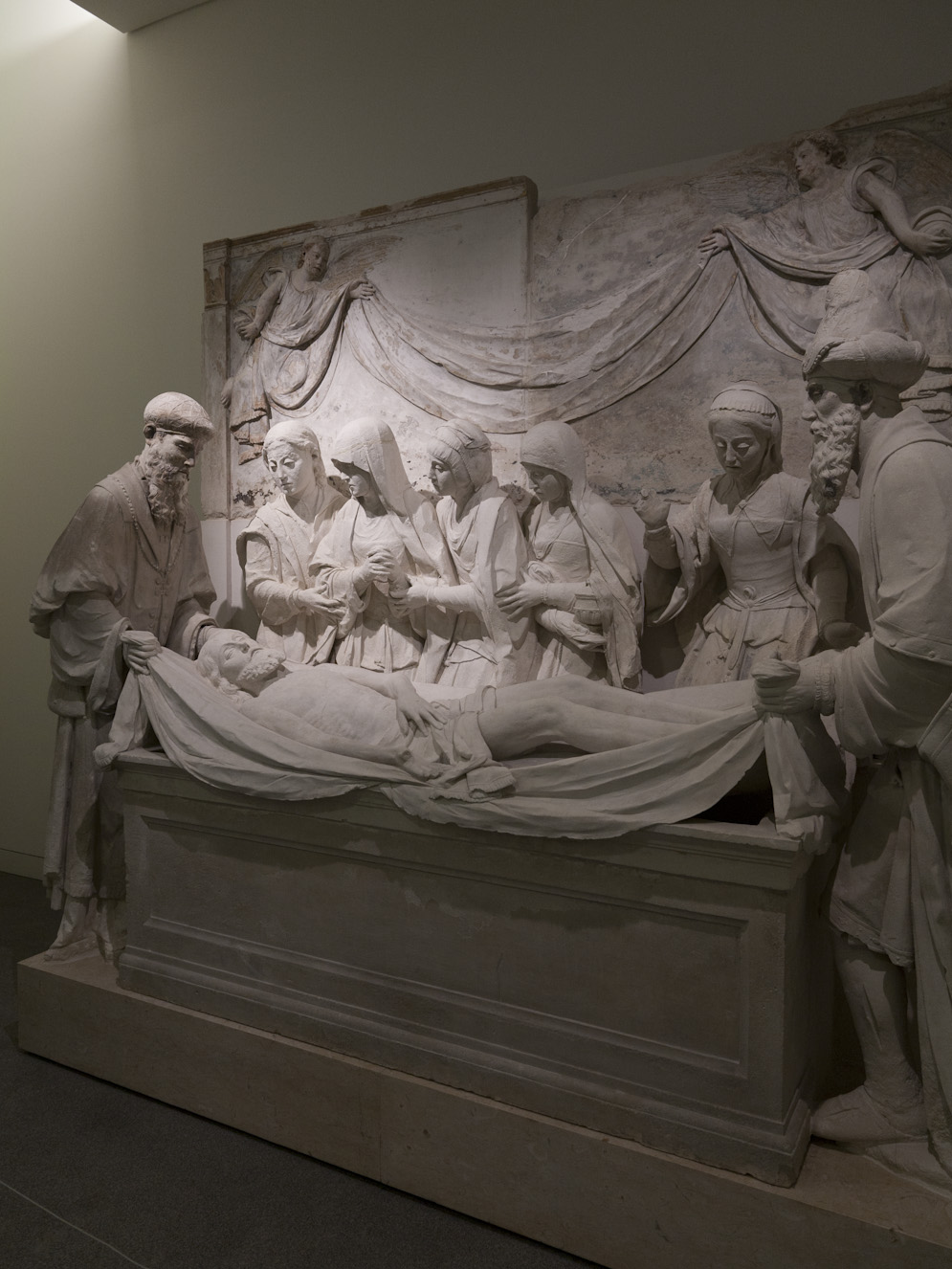
Deposição de Cristo no túmulo, 1535-1540, MNMC
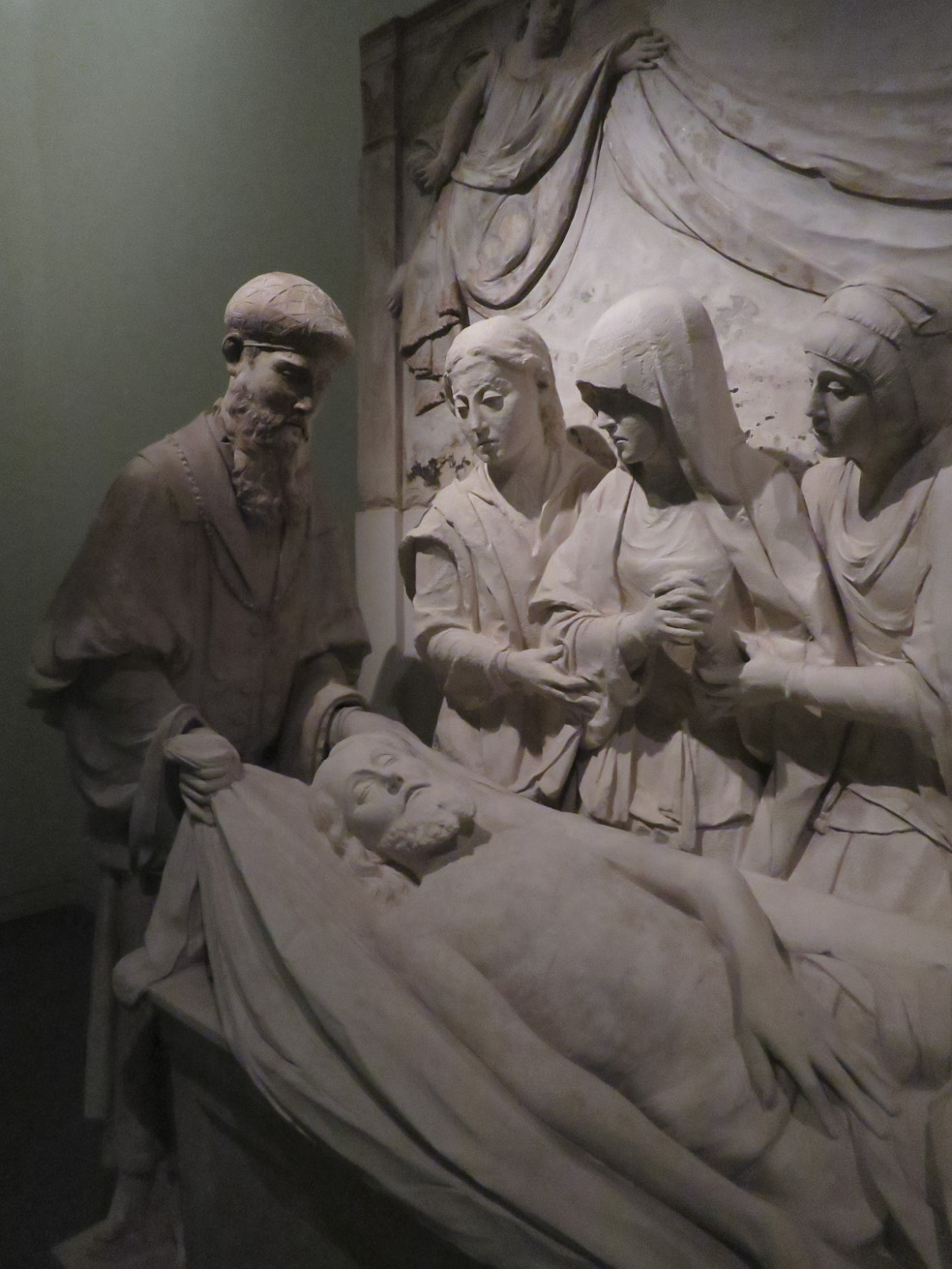
Deposição de Cristo no túmulo (pormenor)
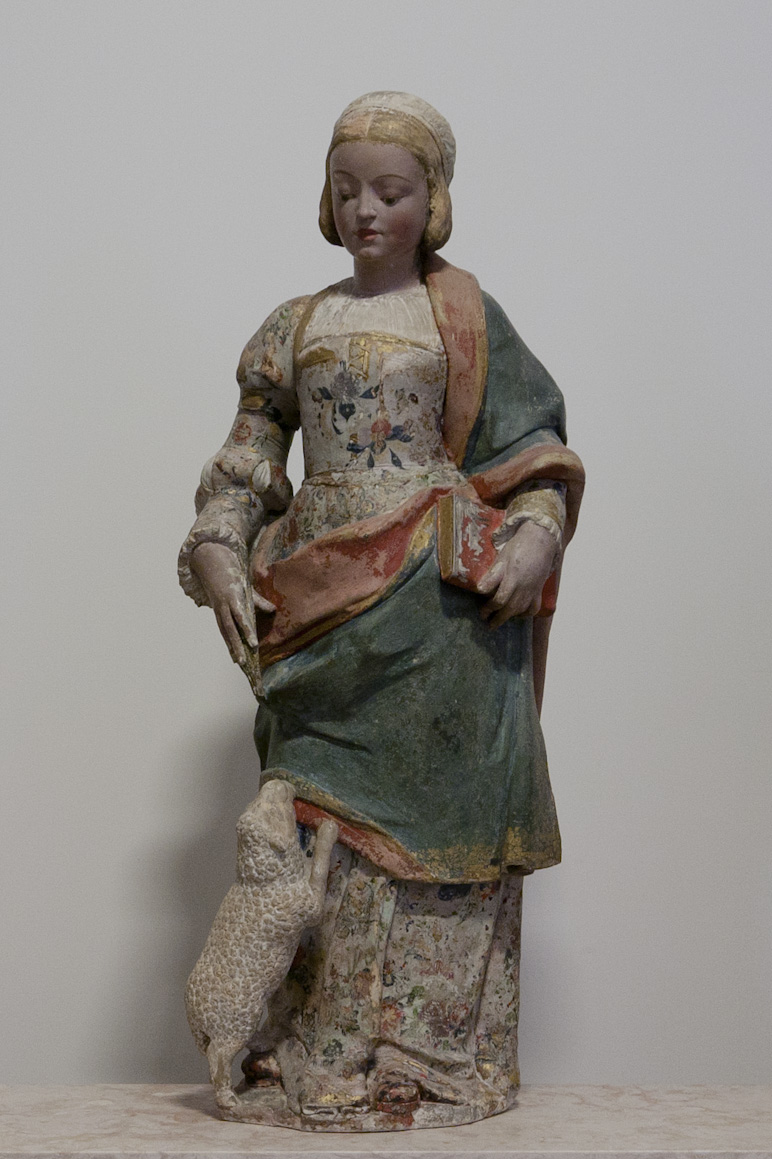
Santa Inês, 110 x 46 x 25 cm, MNMC

- Deposição de Cristo no túmulo, 1535-1540 – Concebido para o Mosteiro de Santa Cruz, este grupo escultórico em tamanho natural encontra-se hoje no Museu Machado de Castro. Originalmente estava integrado num conjunto arquitetónico de belas proporções e finos lavores, de que apenas restam fragmentos. No painel de fundo, que funciona como enquadramento da cena, pairam dois anjos que transportam o véu que irá cobrir o corpo, suavemente ondulado, do Cristo morto. "As atitudes de S. João, da Virgem e das santas mulheres que os acompanham emprestam à figuração o colorido vívido de uma narrativa. Angústia, compaixão, arrependimento, resignação, fidelidade, fé—todo um misto de sentimentos que os artistas do renascimento aprenderam a transmitir com realismo para melhor poderem transmitir aos crentes a mensagem de Cristo. João de Ruão individualiza as personagens, nos gestos e nos sentimentos profundos que os seus rostos espelham, agarra-nos de imediato na forte tensão que os une na mesma dor imensa, mas faz tudo isso de forma contida, serena, profundamente espiritualizada".[6]

- Santa Inês – trajada à época, com tratamento individualizado do rosto, esta obra poderia ser o retrato de uma jovem das famílias burguesas da cidade de Coimbra (grupo social que constituía parte da clientela de João de Ruão). Tal como Deposição de Cristo no túmulo, é uma das obras da sua fase inicial. "Respeitando os cânones iconográficos de Santa Inês de Roma, esta peça constitui uma das mais belas obras deste escultor, com características que a ligam às grandes obras dos imaginários florentinos do séc. XV".[7]

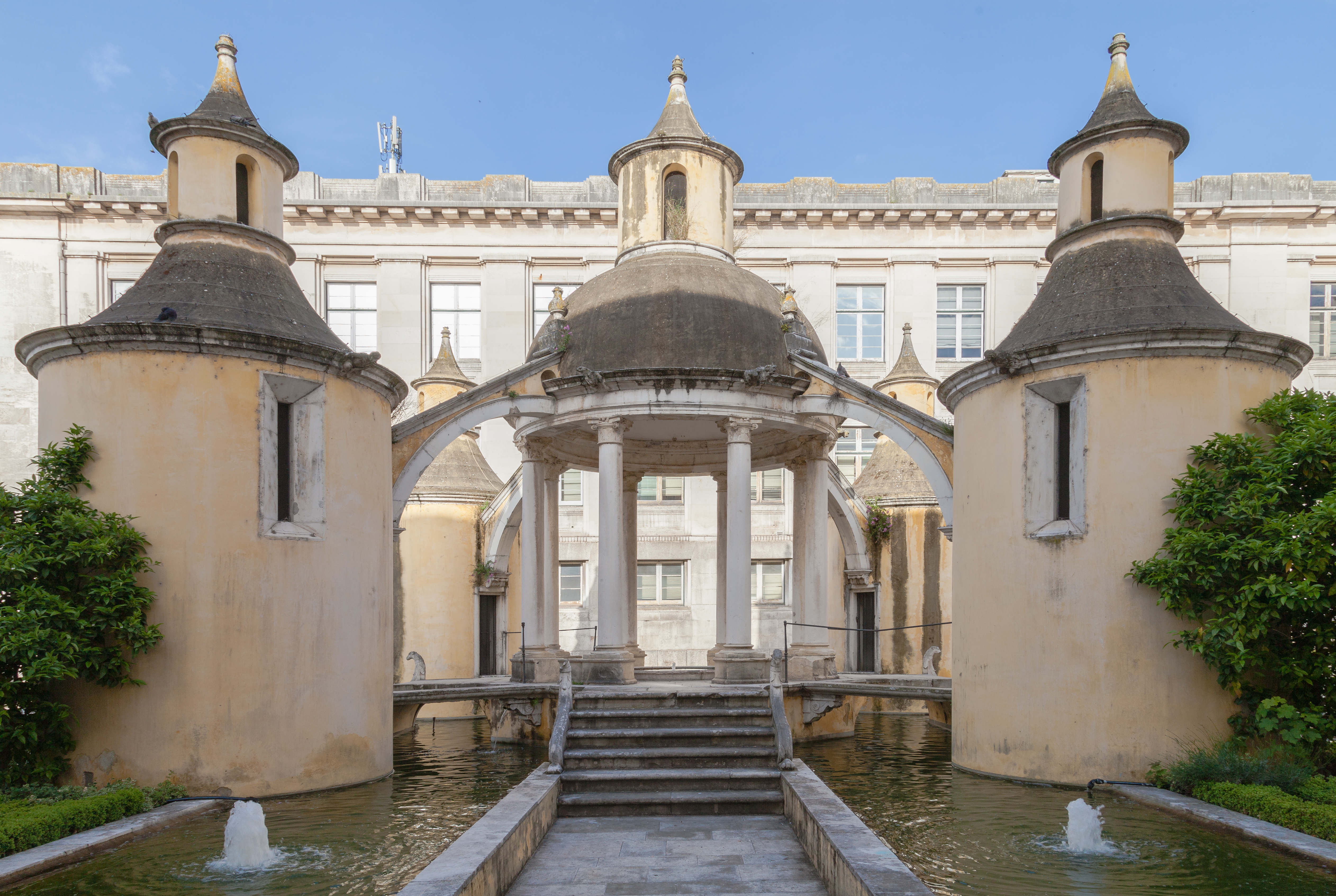
Claustro da Manga, Coimbra
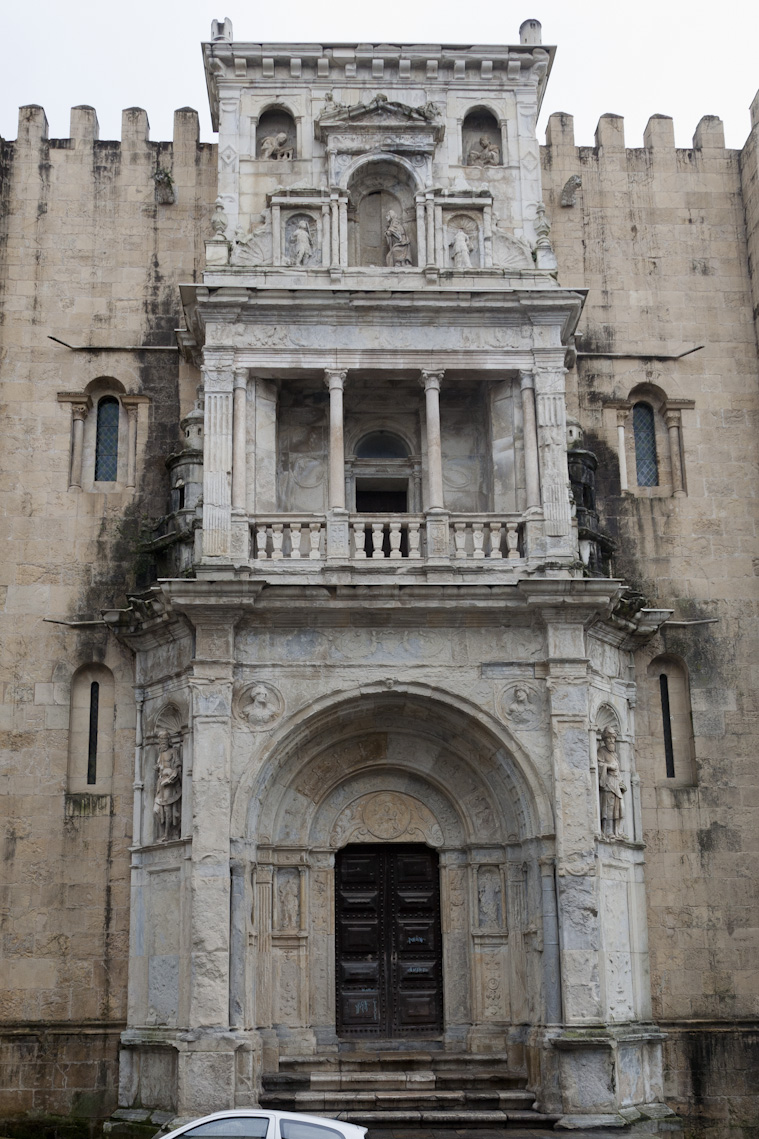
Porta Especiosa, Sé Velha de Coimbra
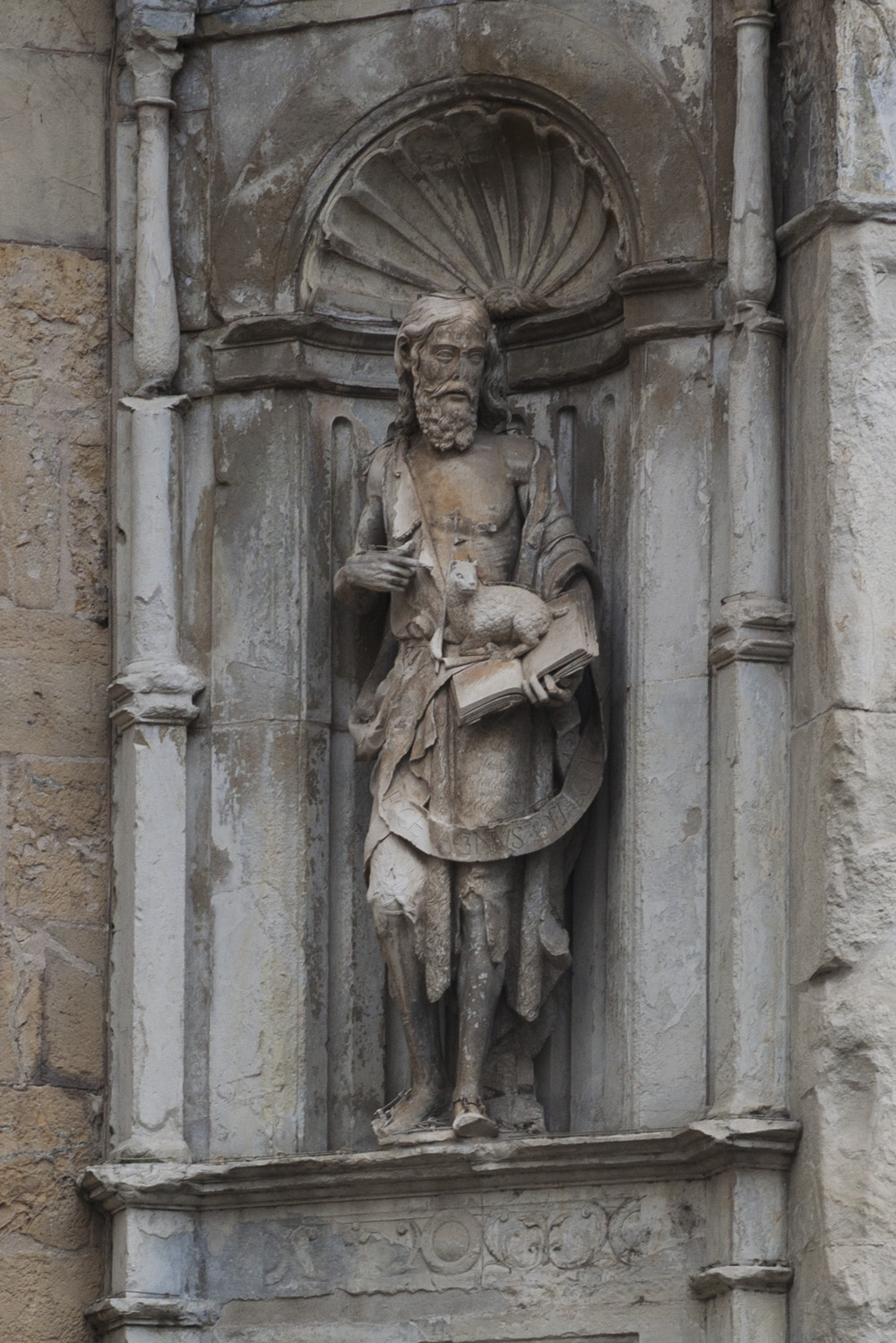
Porta Especiosa (pormenor: S. João Baptista)

- Claustro da Manga (ou Fonte da Manga; ou Jardim da Manga) – O nome «da Manga» provém de uma lenda segundo a qual este conjunto arquitetónico terá sido esboçado pelo rei D. João III na manga da sua camisa. Os historiadores atribuem a sua programação iconográfica ao erudito frei Brás de Barros, reformador e governador do Mosteiro de Santa Cruz de Coimbra, e a sua conceção a João de Ruão. Trata-se de uma obra única no seu género em Portugal e pioneira em termos peninsulares. Reflete as orientações do renascimento, conjugando a mitologia clássica e a história cristã. De planta centrada, é composto por um templete central coberto por uma cúpula semiesférica com um lanternim, sustentada por oito colunas. Dispostos radialmente, na direção das diagonais do claustro, localizam-se quatro oratórios cilíndricos, que albergam baixos-relevos, também de João de Ruão, alusivos a S. João Baptista, Santo Antão, S. Paulo-o-Eremita e S. Jerónimo.[8][9]

- Porta Especiosa da Sé Velha de Coimbra – Inspirada em modelos renascentistas italianos, a Porta Especiosa "constitui uma declaração plástica inovadora, […] obra pioneira do Renascimento experimental português quando da receção do gosto «ao romano», de inspiração antiquizante, neste caso indo buscar os seus referentes aos arcos triunfais".[8]

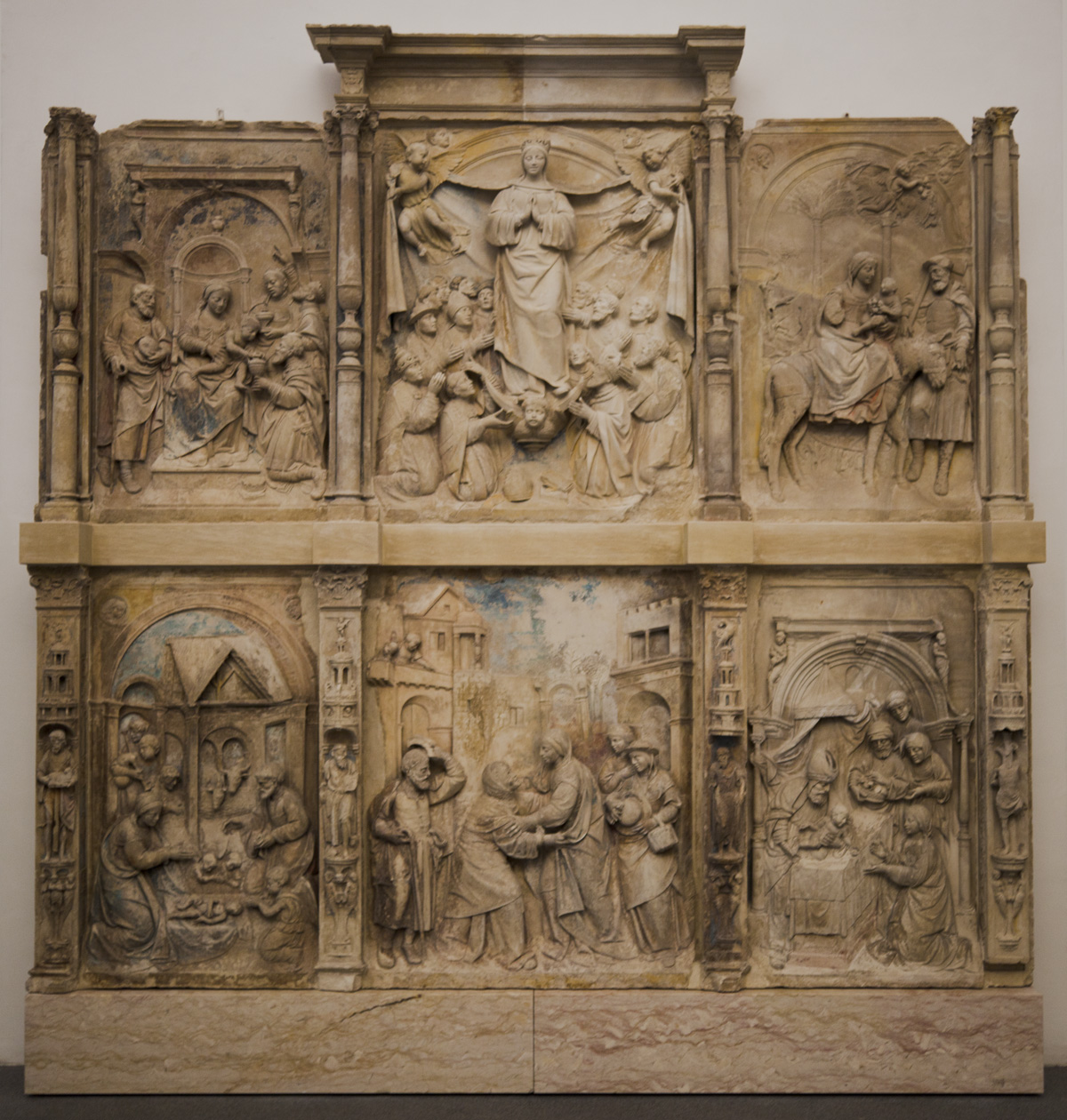
Retábulo; Vida da Virgem, MNMC
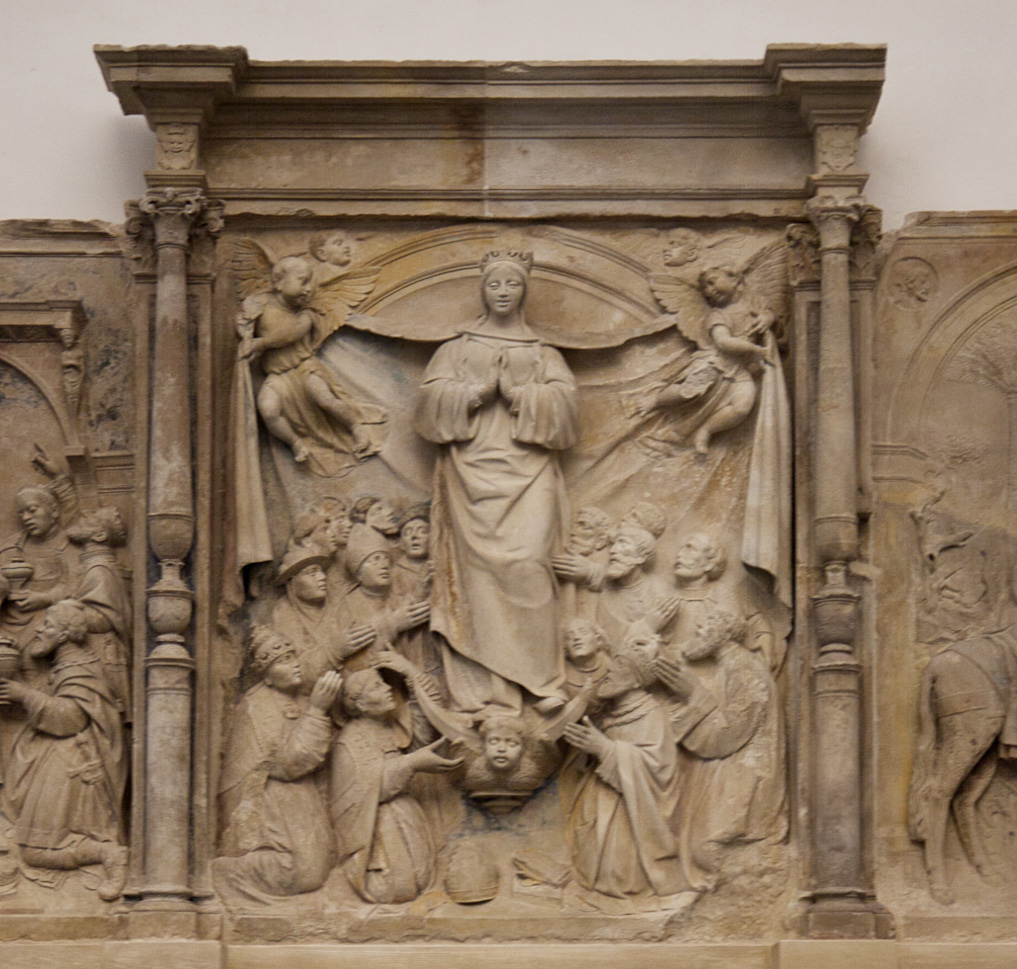
Retábulo; Vida da Virgem (pormenor), MNMC
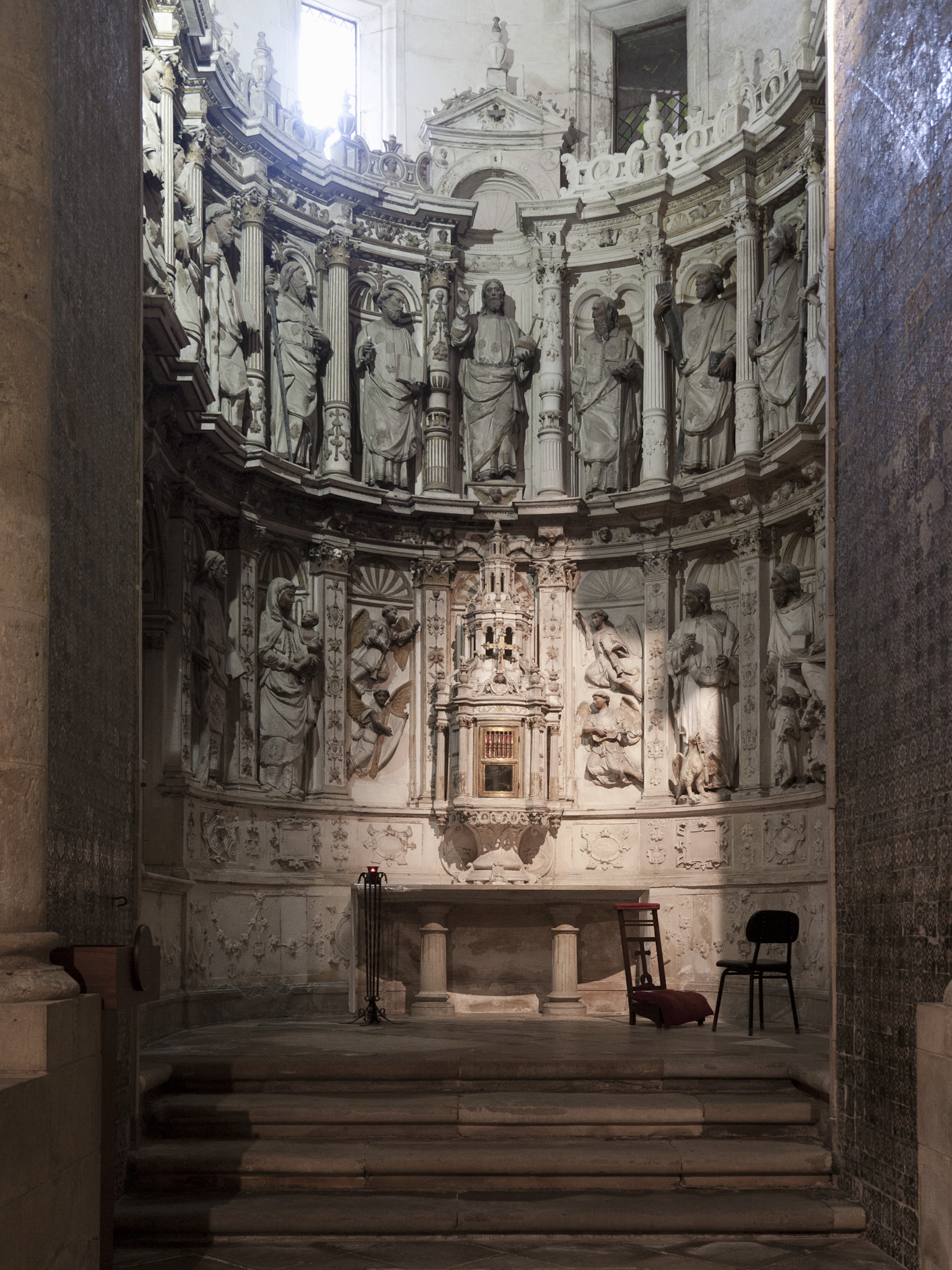
Retábulo da capela do Santíssimo Sacramento, 1566, Sé Velha de Coimbra

- Retábulo; Vida da Virgem, c. 1557 – Esta obra pertence ao período final, caracterizado por grandes retábulos e altares, povoados por diversas cenas de temática religiosa. Neste tríptico de dois andares, em médio e baixo-relevo, encontramos episódios ligados à iconografia mariana: Adoração dos Magos, Adoração dos Pastores, Visitação, Virgem da Misericórdia, Apresentação do Menino no Templo, Fuga para o Egito. Os dois painéis centrais funcionam como eixo imagético fundamental, relacionando-se diretamente com os valores da espiritualidade dos confrades da Misericórdia de Coimbra, para quem a obra foi executada.[10]
- Capela do Santíssimo Sacramento, 1566 – Obra maior de João de Ruão, esta capela e o seu retábulo (Sé Velha de Coimbra) foram patrocinados por D. João Soares, um dos bispos portugueses presentes no Concílio de Trento e que pretendeu que esta fosse uma obra emblemática desse evento, referência clara ao momento de transformação por que passava a Igreja. A capela é coberta por uma elegante cúpula de cartelas. O retábulo divide-se em duas zonas sobrepostas, com figuras a destacarem-se de nichos. Ao centro da zona superior Cristo fala, ladeado por dez Apóstolos, atentos, que para ele dirigem seus rostos austeros. Em baixo, ao centro, o sacrário, ladeado por anjos e outras imagens, nomeadamente da Virgem e dos Quatro Evangelistas.[2][11]

- E ainda:

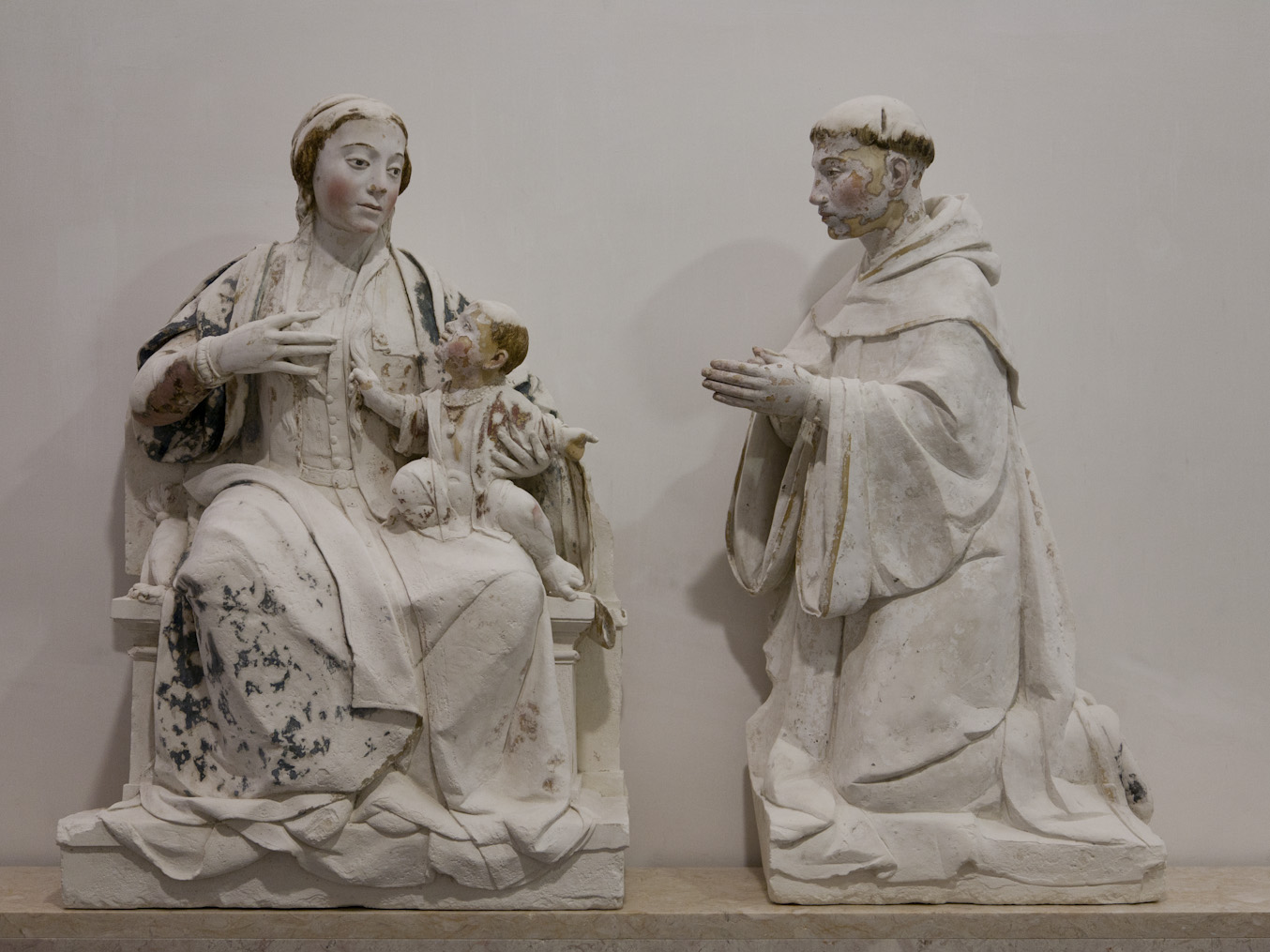
Lactação de S. Bernardo, 1530-40, MNMC
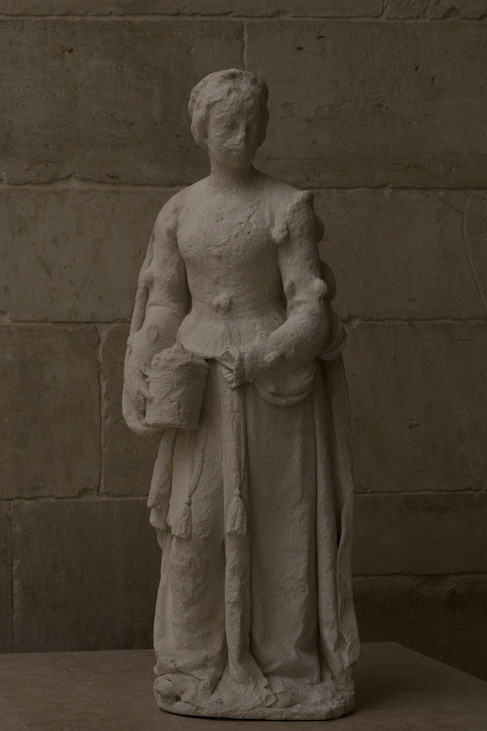
Santa Maria Madalena (para a fachada da Mosteiro de Santa Cruz; hoje no Museu Nacional de Machado de Castro)
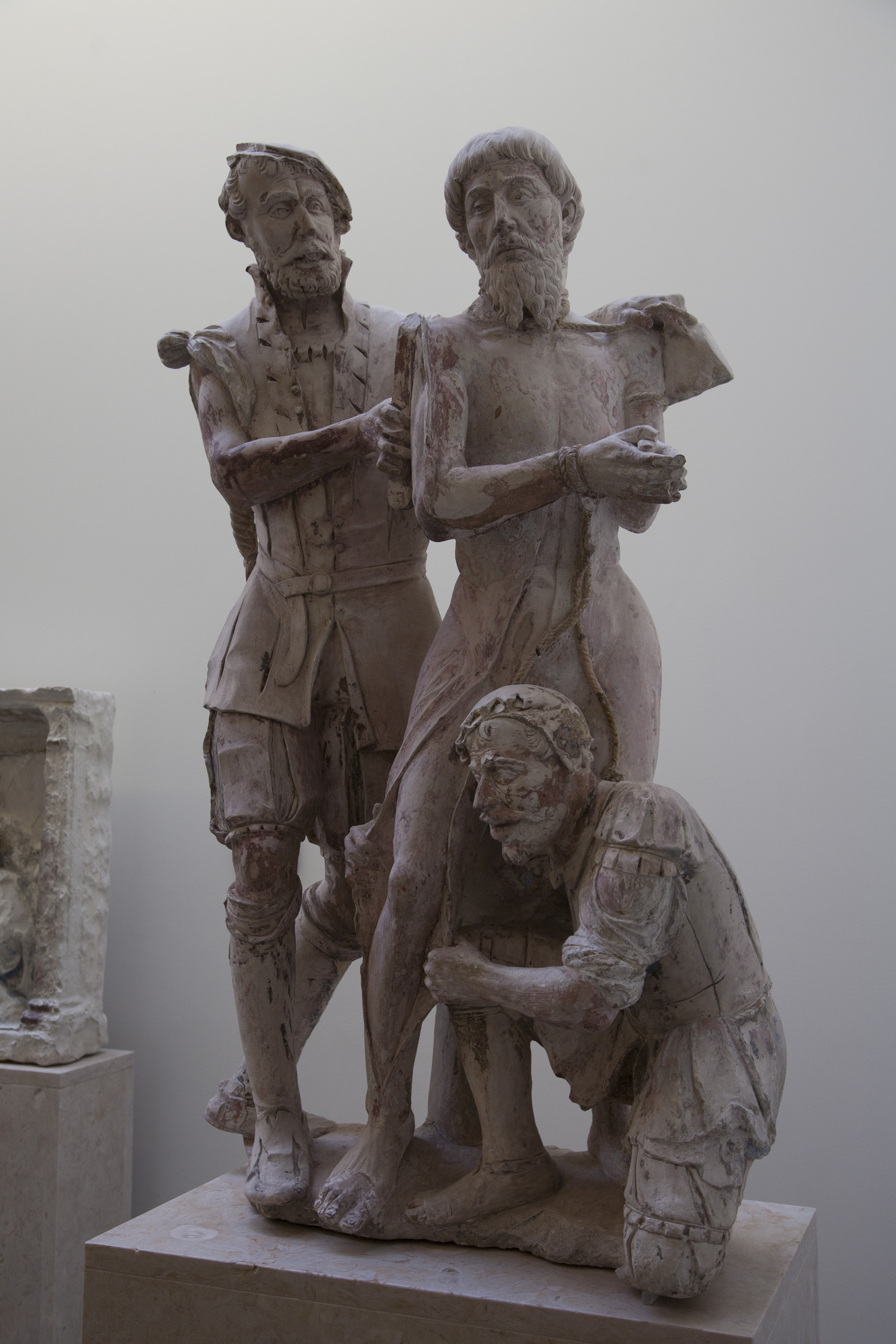
Martírio de S. Bartolomeu, MNMC
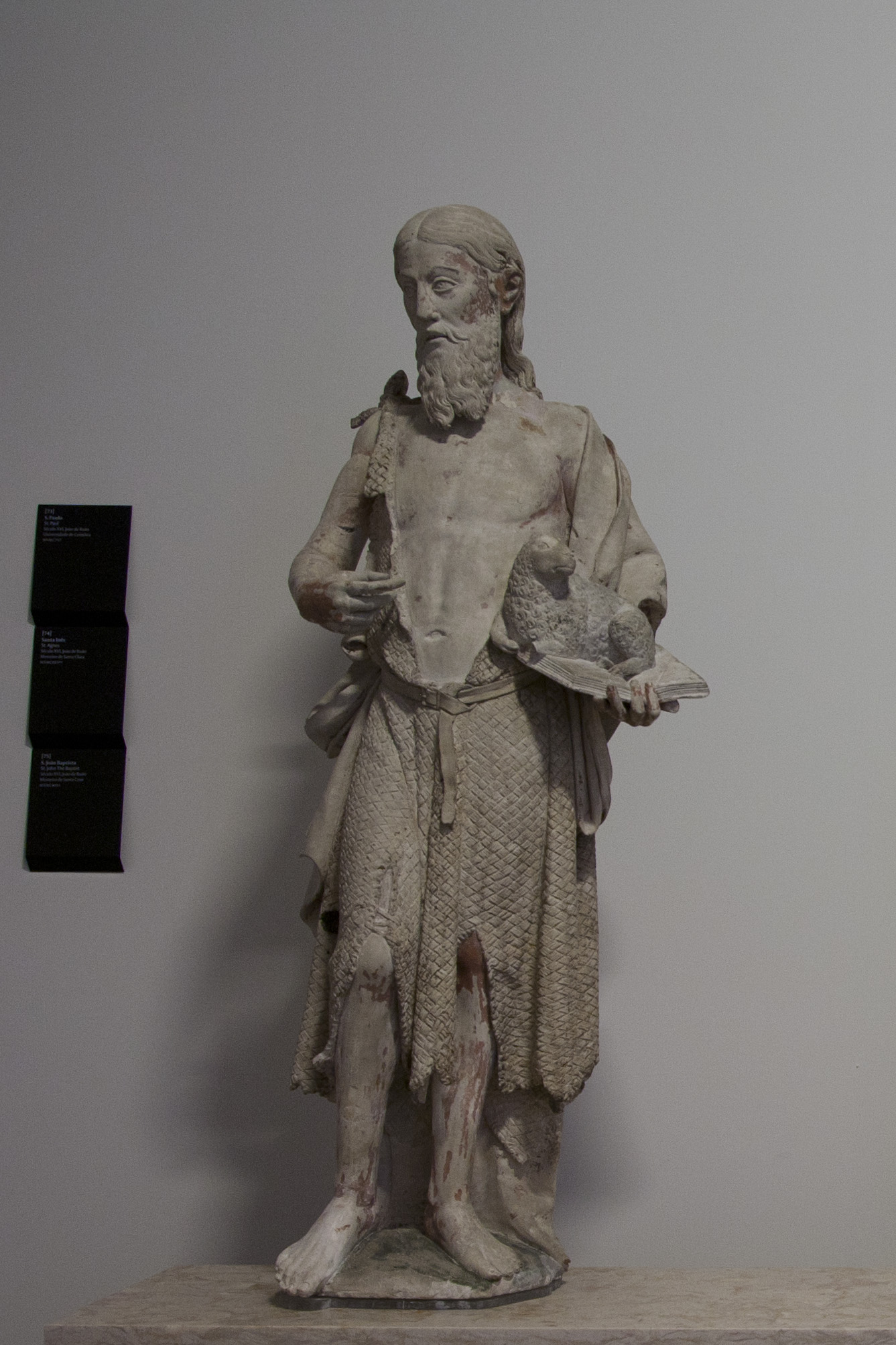
S. João Baptista, MNMC
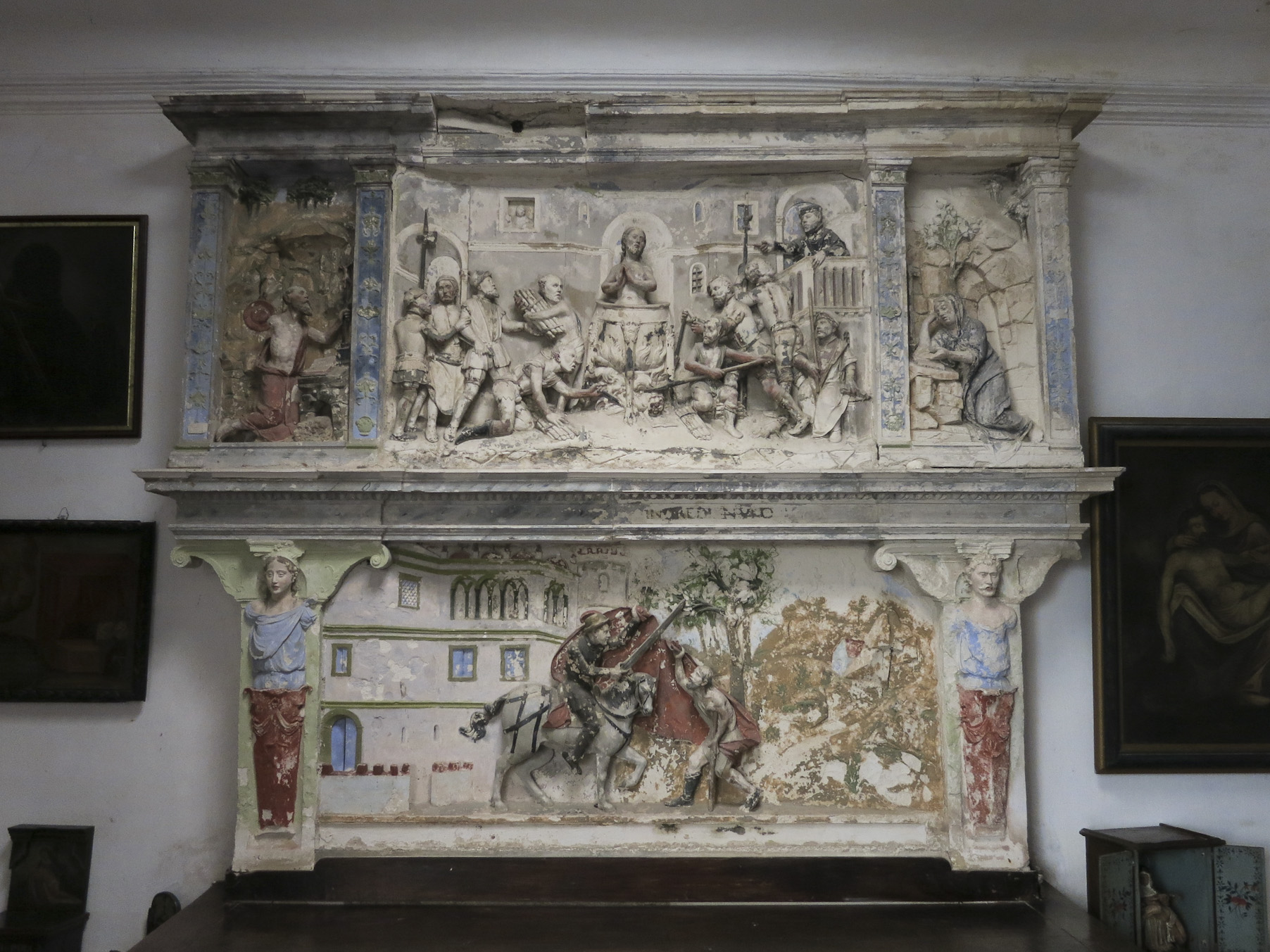
Retábulo, Mosteiro de Celas, Coimbra
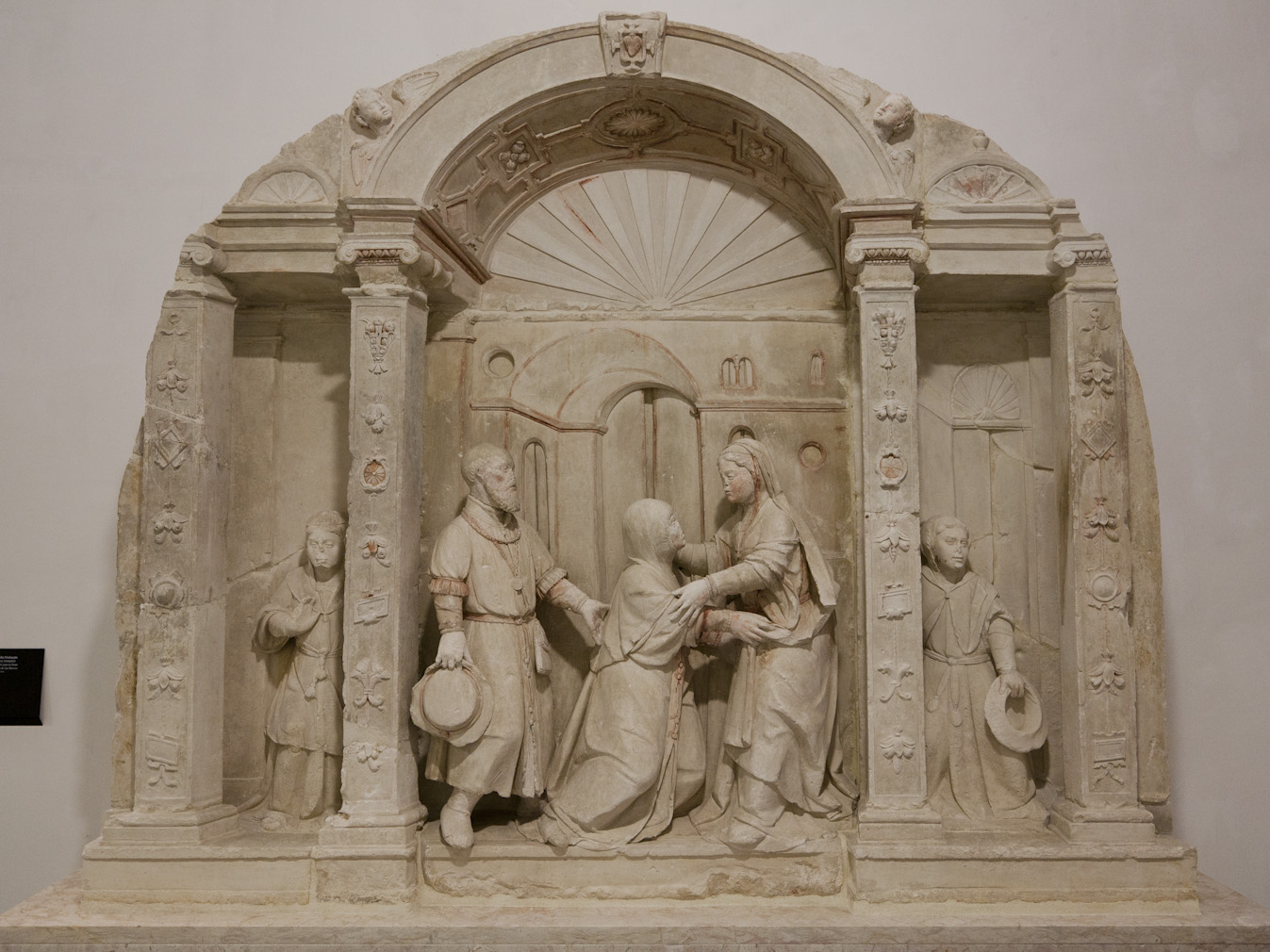
Retábulo; Visitação, MNMC
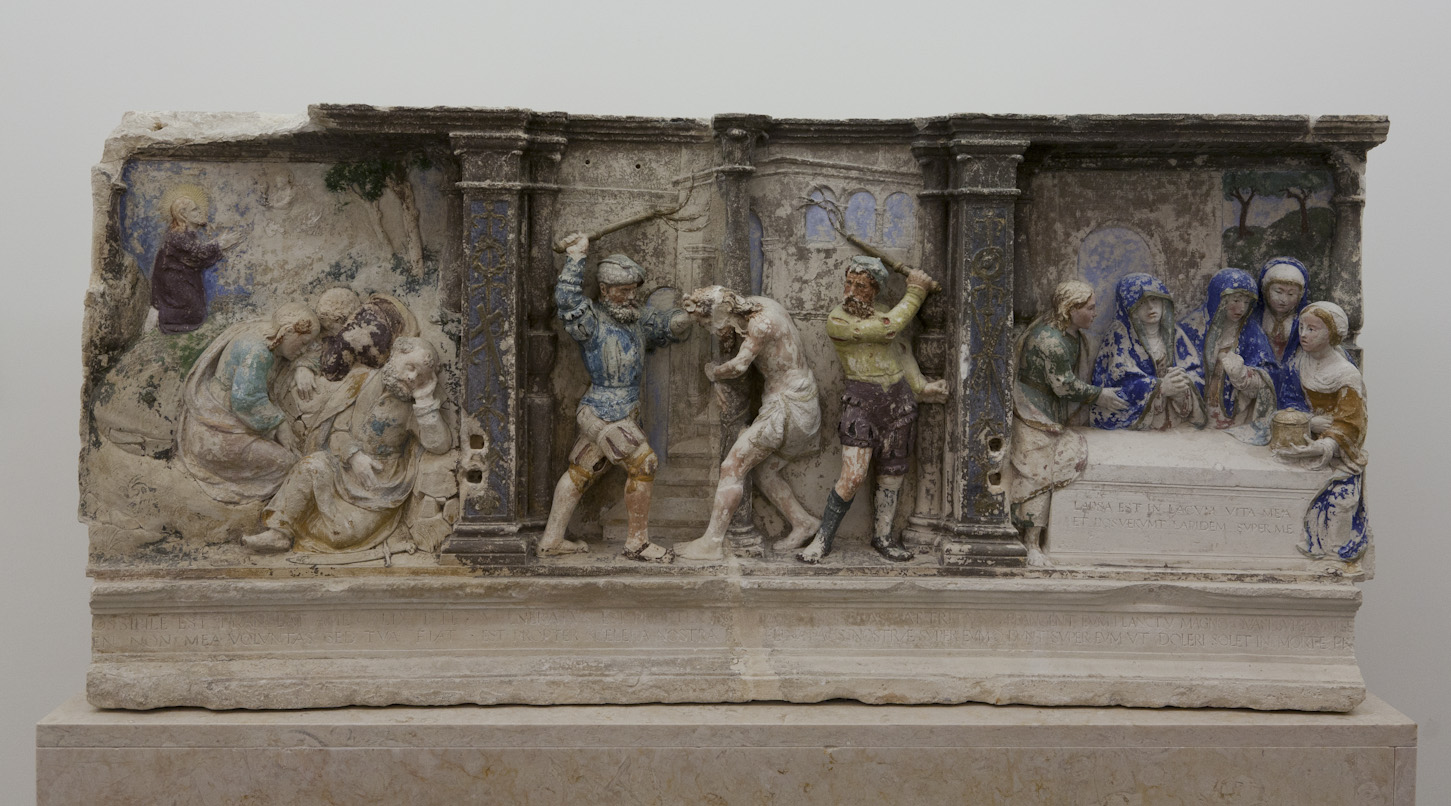
Predela; Paixão de Cristo, MNMC
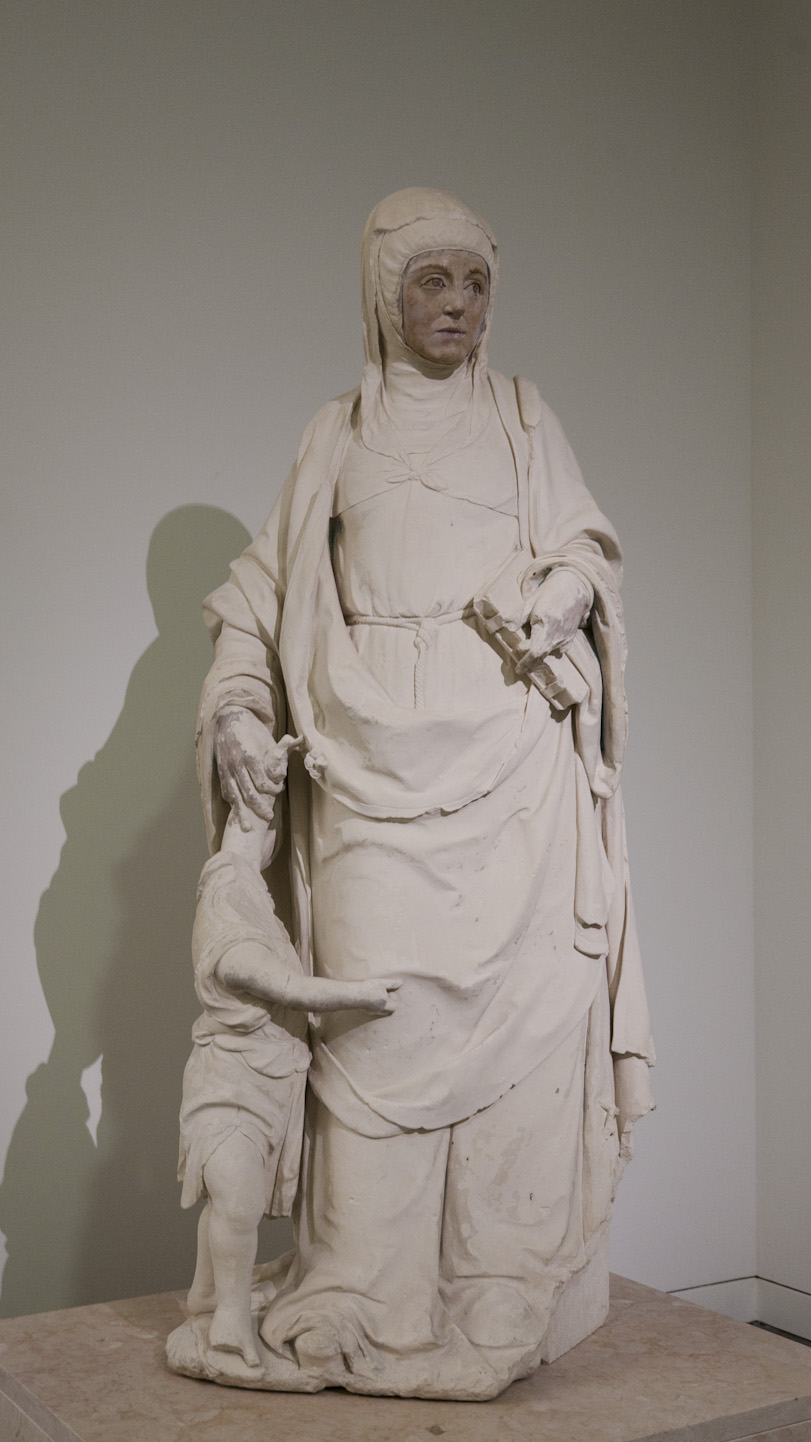
Santa Isabel e S. João Baptista, c. 1566, MNMC
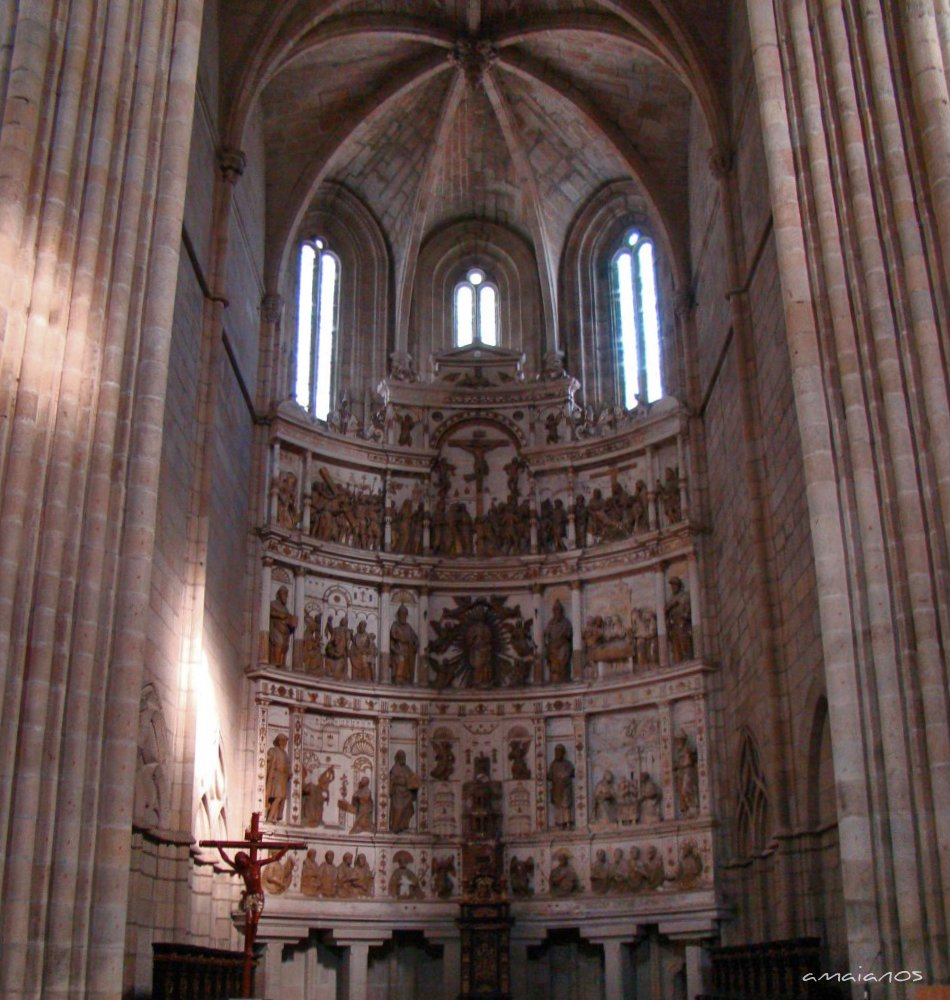
Retábulo da capela-mor, 1555, Sé da Guarda
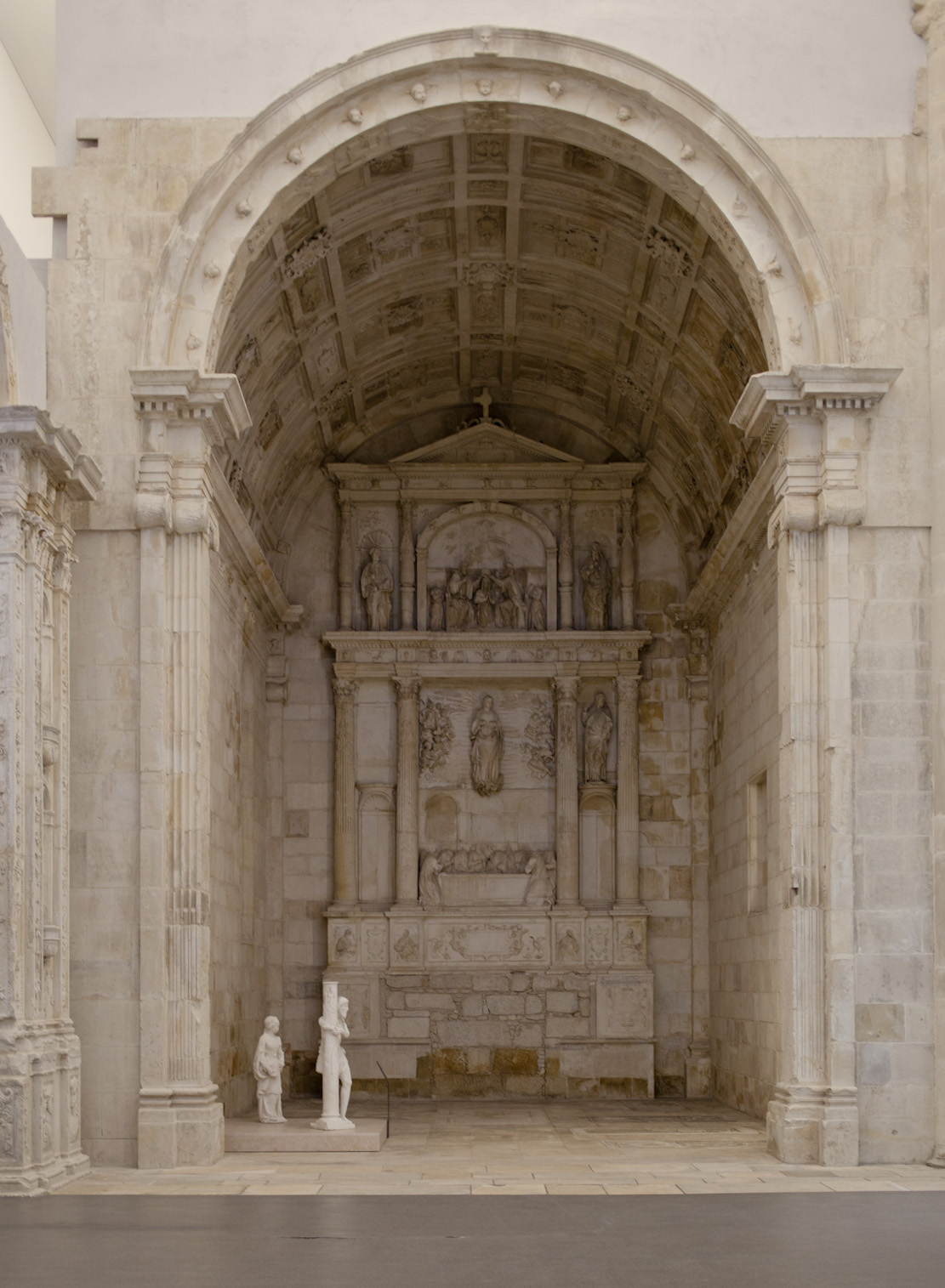
Capela do Tesoureiro, 1558, MNMC